# Meyenaster gelatinosus
Meyenaster gelatinosus is een zeester uit de familie Asteriidae.
De wetenschappelijke naam van de soort werd in 1834 gepubliceerd door Franz Julius Ferdinand Meyen.